# Lisa Leslie
Lisa Deshaun Leslie-Lockwood (Gardena, 7 de julho de 1972) é uma ex-jogadora de basquetebol norte-americana.
Ela é tetracampeã olímpica e bicampeã mundial com a Seleção Norte-Americana.

## Equipes

### Universidade
- 1990–1994: University of South Carolina

### Europa
- 1994–1995:  Sport Club Alcamo
- 2005–2006:  Spartak Moscou

### WNBA
- 1997–2006: Los Angeles Sparks
- 2008–2009: Los Angeles Sparks

## Títulos e honrarias

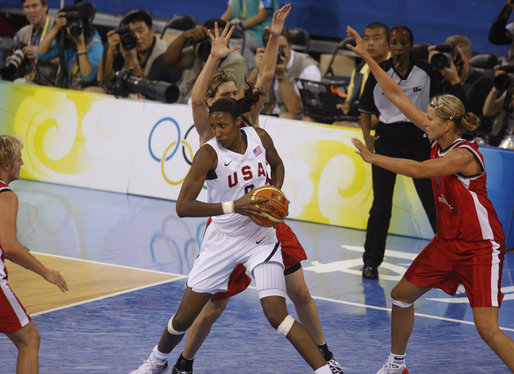
Lisa Leslie com a camisa da Seleção Norte-americana nas Olimpíadas de Pequim 2008

### Individuais
- Vencedora do Naismith Prep Player of the Year Award (1990);
- Primeira jogadora a enterrar na WNBA (2002);
- Primeira jogadora a atingir a marca de 6 000 pontos na WNBA (2008);
- Eleita por três vezes a MVP da WNBA (2001, 2004, 2006)
- Selecionada por oito vezes para o All-Star Team da WNBA (1999–2003, 2005, 2006, 2009)
- Eleita por duas vezes para o All-Decade Team (Time da Década, 1997, 2006)
- Duas vezes Defensive Player of the Year (2004, 2008)
- Quinze vezes Player of the Week
- MVP do Campeonato Mundial de 2002

### Por Equipes

#### Pela Seleção Norte-Americana
- Quatro vezes campeã olímpica (1996, 2000, 2004, 2008)
- Duas vezes campeã do mundo (1998, 2002)
- Terceiro lugar no Campeonato Mundial de 1994
- Medalha de ouro no "Goodwill Games" (1999)
- Medalha de ouro nos Jogos Universitários (1991)
- Medalha de ouro no "U.S. Olympic Cup" (1999)

#### PeloLos Angeles Sparks
- Duas vezes campeã da WNBA (2001, 2002)

## Estatísticas
Estatísticas da atleta.
| Temporada     | Clube | Jogos | Jogos | Min  | 2pts (%) | 3pts (%) | LF (%) | Rebonds | Rebonds | Rebonds | Pd  | Int | C   | BP   | F    | Points | Points |
| Temporada     | Clube | J     | D     | Min  | 2pts (%) | 3pts (%) | LF (%) | O       | D       | TRB     | Pd  | Int | C   | BP   | F    | T      | Média. |
| ------------- | ----- | ----- | ----- | ---- | -------- | -------- | ------ | ------- | ------- | ------- | --- | --- | --- | ---- | ---- | ------ | ------ |
| 1997          | LAS   | 28    | 28    | 32,2 | 0,431    | 0,261    | 0,598  | 2,3     | 7,3     | 9,5     | 2,6 | 1,4 | 2,1 | 3,89 | 3,50 | 445    | 15,9   |
| 1998          | LAS   | 28    | 28    | 32,1 | 0,478    | 0,391    | 0,768  | 2,8     | 7,4     | 10,2    | 2,5 | 1,5 | 2,1 | 3,64 | 4,30 | 549    | 19,6   |
| 1999          | LAS   | 32    | 32    | 29,1 | 0,468    | 0,423    | 0,731  | 2,3     | 5,5     | 7,8     | 1,8 | 1,1 | 1,5 | 2,94 | 4,30 | 500    | 15,6   |
| 2000          | LAS   | 32    | 32    | 32,1 | 0,458    | 0,219    | 0,824  | 2,3     | 7,2     | 9,6     | 1,9 | 1,0 | 2,3 | 3,22 | 4,20 | 570    | 17,8   |
| 2001          | LAS   | 31    | 31    | 33,3 | 0,473    | 0,367    | 0,736  | 2,8     | 6,8     | 9,6     | 2,4 | 1,1 | 2,3 | 3,16 | 4,30 | 606    | 19,5   |
| 2002          | LAS   | 31    | 31    | 34,2 | 0,466    | 0,324    | 0,727  | 2,5     | 7,9     | 10,4    | 2,7 | 1,5 | 2,9 | 3,48 | 4,00 | 523    | 16,9   |
| 2003          | LAS   | 23    | 23    | 34,4 | 0,442    | 0,324    | 0,617  | 3,3     | 6,7     | 10,0    | 2,0 | 1,4 | 2,7 | 2,83 | 4,00 | 424    | 18,4   |
| 2004          | LAS   | 34    | 34    | 33,8 | 0,494    | 0,273    | 0,712  | 1,8     | 8,1     | 9,9     | 2,6 | 1,5 | 2,9 | 3,24 | 3,80 | 598    | 17,6   |
| 2005          | LAS   | 34    | 34    | 32,2 | 0,440    | 0,206    | 0,586  | 2,1     | 5,2     | 7,3     | 2,6 | 2,0 | 2,1 | 2,94 | 3,60 | 517    | 15,2   |
| 2006          | LAS   | 34    | 34    | 30,8 | 0,511    | 0,400    | 0,650  | 2,4     | 7,1     | 9,5     | 3,2 | 1,5 | 1,7 | 3,71 | 3,40 | 680    | 20,0   |
| 2008          | LAS   | 33    | 33    | 32,1 | 0,463    | 0,235    | 0,661  | 2,5     | 6,3     | 8,9     | 2,4 | 1,5 | 2,9 | 3,61 | 3,50 | 497    | 15,1   |
| 2009          | LAS   | 23    | 21    | 27,7 | 0,518    | 0,167    | 0,722  | 2,4     | 4,1     | 6,6     | 2,1 | 0,7 | 1,4 | 2,57 | 3,30 | 354    | 15,4   |
| Total         |       | 363   | 361   | 32,0 | 0,470    | 0,316    | 0,695  | 2,4     | 6,7     | 9,1     | 2,4 | 1,4 | 2,2 | 3,29 | 3,80 | 6 263  | 17,3   |
| All-Star Game |       | 7     | 4     | 0,0  | 0,481    | 0,222    | 0,667  | 2,4     | 4,4     | 6,9     | 0,6 | 0,6 | 1,4 | 1,57 | 2,10 | 102    | 14,6   |

| Temporada | Clube | Jogos | Jogos | Min | 2pts (%) | 3pts (%) | LF (%) | Rebonds | Rebonds | Rebonds | Pd  | Int | C   | BP   | F    | Points | Points |
| Temporada | Clube | J     | D     | Min | 2pts (%) | 3pts (%) | LF (%) | O       | D       | TRB     | Pd  | Int | C   | BP   | F    | T      | Média. |
| --------- | ----- | ----- | ----- | --- | -------- | -------- | ------ | ------- | ------- | ------- | --- | --- | --- | ---- | ---- | ------ | ------ |
| 1999      | LAS   | 4     | 4     | 6,3 | 0,483    | 0,308    | 0,778  | 1,5     | 7,0     | 8,5     | 2,8 | 1,0 | 1,5 | 3,50 | 3,00 | 76     | 19,0   |
| 2000      | LAS   | 4     | 4     | 4,8 | 0,491    | 0,000    | 0,826  | 2,5     | 7,8     | 10,3    | 2,0 | 0,2 | 1,2 | 3,25 | 3,50 | 75     | 18,8   |
| 2001      | LAS   | 7     | 7     | 7,1 | 0,492    | 0,429    | 0,740  | 4,0     | 8,3     | 12,3    | 3,0 | 1,7 | 4,4 | 3,71 | 3,10 | 156    | 22,3   |
| 2002      | LAS   | 6     | 6     | 8,7 | 0,535    | 0,625    | 0,731  | 1,7     | 6,2     | 7,8     | 1,8 | 1,8 | 2,8 | 1,33 | 3,70 | 116    | 19,3   |
| 2003      | LAS   | 9     | 9     | 6,3 | 0,540    | 0,333    | 0,704  | 2,4     | 6,4     | 8,9     | 2,6 | 1,3 | 3,1 | 2,67 | 4,30 | 187    | 20,8   |
| 2004      | LAS   | 3     | 3     | 6,7 | 0,452    | 0,000    | 0,750  | 1,3     | 7,3     | 8,7     | 0,7 | 0,3 | 2,7 | 2,67 | 3,30 | 34     | 11,3   |
| 2005      | LAS   | 2     | 2     | 3,5 | 0,357    | 0,000    | 0,615  | 2,0     | 4,5     | 6,5     | 3,5 | 2,5 | 1,5 | 1,00 | 4,00 | 18     | 9,0    |
| 2006      | LAS   | 5     | 5     | 2,6 | 0,308    | 0,333    | 0,759  | 2,4     | 4,8     | 7,2     | 1,8 | 0,8 | 1,6 | 3,40 | 4,00 | 63     | 12,6   |
| 2008      | LAS   | 6     | 6     | 2,0 | 0,516    | 0,500    | 0,625  | 2,0     | 6,8     | 8,8     | 2,2 | 1,2 | 2,8 | 4,33 | 4,80 | 83     | 13,8   |
| 2009      | LAS   | 6     | 6     | 4,7 | 0,452    | 0,000    | 0,615  | 3,2     | 6,0     | 9,2     | 2,0 | 1,3 | 1,5 | 2,17 | 4,30 | 100    | 16,7   |
| Total     |       | 52    | 52    | 35, | 0,482    | 0,390    | 0,711  | 2,4     | 6,6     | 9,1     | 2,3 | 1,2 | 2,5 | 2,90 | 3,90 | 908    | 17,5   |

| Temporada                  | Jogos | Jogos | 2pts (%) | 3pts (%) | LF (%) | Rebonds | Pd   | Int  | C    | Points | Points |
| Temporada                  | J     | D     | 2pts (%) | 3pts (%) | LF (%) | Rebonds | Pd   | Int  | C    | T      | Moy.   |
| -------------------------- | ----- | ----- | -------- | -------- | ------ | ------- | ---- | ---- | ---- | ------ | ------ |
| Campeonato Mundial de 1994 | 8     | 1     | 0,57     | 0        | 0,71   | 4,8     | 1,37 | 0,5  | 0,12 |        | 10,5   |
| Atlanta 1996               | 8     | 8     | 0,65     | 0,       | 0,64   | 7,3     | 2,37 | 1,12 | 0,37 |        | 19,5   |
| Campeonato Mundial de 1998 | 9     | 9     | 0,52     | 0        | 0,74   | 8,8     | 1,77 | 1,66 | 0,42 |        | 17,1   |
| Sidnei 2000                | 8     | 8     | 0,49     | 0,43     | 0,69   | 7,9     | 1,37 | 1    | 1,12 |        | 15,8   |
| Campeonato Mundial de 2002 | 9     | 9     | 0,52     | 0,2      | 0,71   | 8,1     | 1    | 2    | 0,42 |        | 17,2   |
| Atenas 2004                | 8     | 8     | 0,59     | 0,       | 0,73   | 8,0     | 1,37 | 1,75 | 1,37 |        | 15,6   |
| Pequim 2008                | 8     | 8     | 0,58     | 0,       | 0,42   | 7,0     | 0,5  | 1,12 | 1,22 |        | 10,1   |